# Хайнд, Джон Рассел
Джон Ра́ссел Хайнд (англ. John Russell Hind; 12 мая 1823 — 23 декабря 1895) — английский астроном.

## Биография
Джон Рассел Хайнд родился 12 мая 1823 года в городе Ноттингеме. В семнадцать лет он отправился в Лондон учиться профессии гражданского инженера.

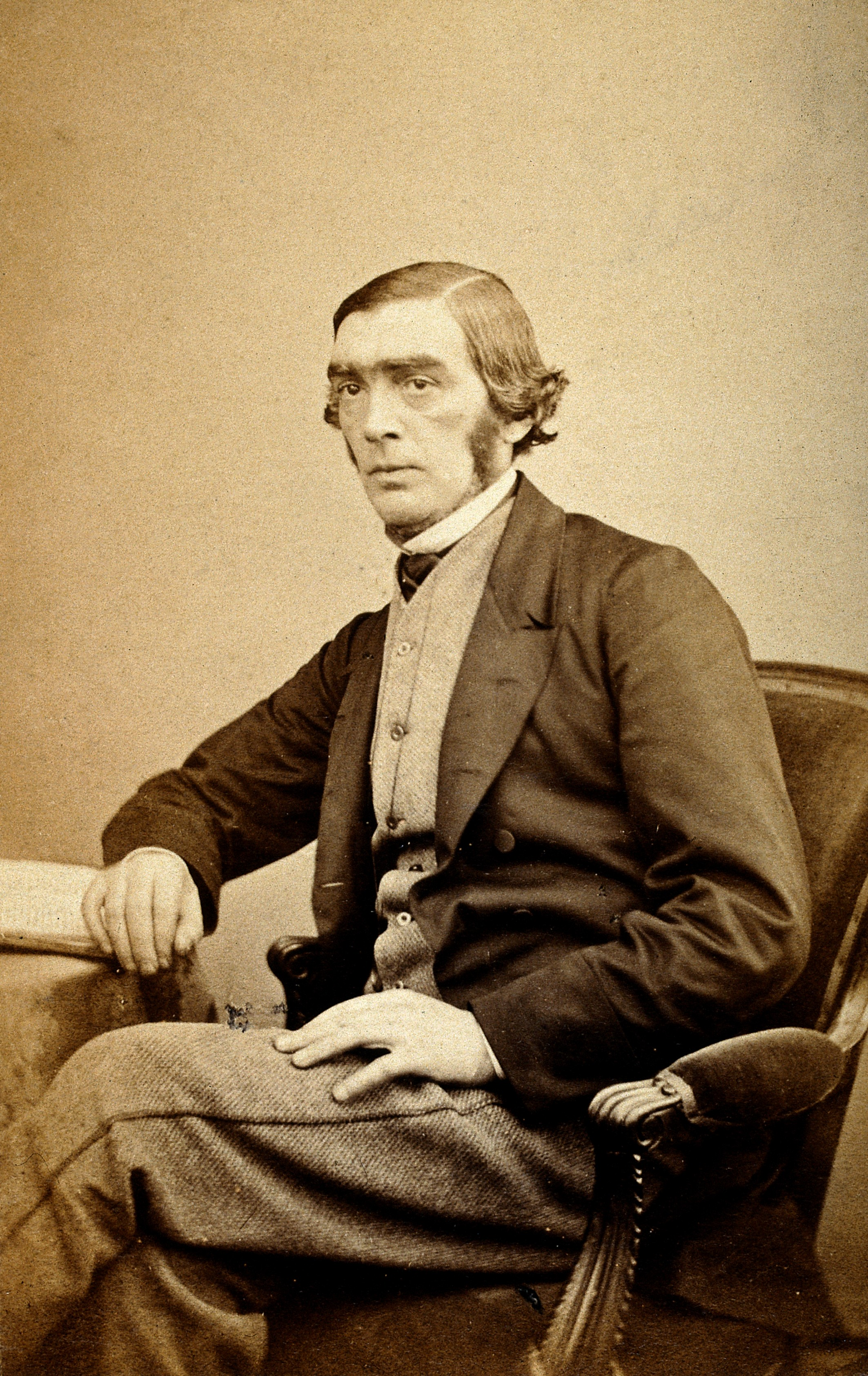
Джон Рассел Хайнд

Благодаря помощи Чарльза Витсона он оставил инженерное дело и согласился работать в Гринвичской королевской обсерватории под руководством Джорджа Бидделя Эйри. Там он проработал 4 года.
С 1844 года Хайнд стал директором частной обсерватории Джорджа Бишопа.
В 1853 году Хайнд стал руководителем «Морского альманаха» (англ. Nautical Almanac), и занимал эту должность по 1891 год.
В 1855 году учёный был награждён Королевской медалью Лондонского королевского общества.
Является одним из первых исследователей астероидов, также обнаружил и исследовал переменные звезды R Зайца, U Близнецов и Т Тельца (также известная как Переменная туманность Хайнда), и обнаружил переменность μ Цефея. Кроме того, Хайнд обнаружил Nova Ophiuchi 1848 (V841 Ophiuchi), первую новую современности.
Хайнд женился в 1846 году, у него с женой было шестеро детей.
Джон Рассел Хайнд умер 23 декабря 1895 года в пригороде Лондона Твикенхэме.
В его честь названы Кратер Хайнд на Луне и астероид №1897 Хайнд.

## Признание
| Открытые астероиды: 10 | Открытые астероиды: 10 |
| ---------------------- | ---------------------- |
| (7) Ирида              | 13 августа 1847        |
| (8) Флора              | 18 октября 1847        |
| (12) Виктория          | 13 сентября 1850       |
| (14) Ирена             | 19 мая 1851            |
| (18) Мельпомена        | 24 июня 1852           |
| (19) Фортуна           | 22 августа 1852        |
| (22) Каллиопа          | 16 ноября 1852         |
| (23) Талия             | 15 декабря 1852        |
| (27) Эвтерпа           | 8 ноября 1853          |
| (30) Урания            | 22 июля 1854           |

- Член Лондонского королевского общества (1863)
- Иностранный член-корреспондент Петербургской академии наук (1878)[3]